# 권성덕
권성덕(權成德, 1940년 8월 17일~2024년 10월 13일)은 대한민국의 배우로, 1961년에 연극 배우로 처음 데뷔했다.
1961년 연극 배우로 처음 데뷔하였으며, 1966년 서울중앙방송에 6기 탤런트로 공채 선발 합격되었고, 동기로는 민지환, 문오장, 남능미가 있다.
최불암과 함께 이승만 대통령과 빼닮은 외모와 목소리로 이승만 대통령 전문배우이기도 하다. 유명 대사로는 《야인시대》에서의 이승만 한정으로 '중공군이라고? 어림도 없다, 암! 아암!'이 있다.
2024년 10월 13일 식도암으로 사망했다. 야인시대에 이승만 대통령 역을 맡아 연기를 하였기에 야인시대 합성물 유튜버인 월수, 차커, 껨천, 이테루타, 레션즈가 애도를 표했으며, 같은 드라마에서 오상사 역으로 출연한 배우 라재웅도 자신의 유튜브에서 애도를 표했다. 또한 사망 전에 큰 병을 가졌음에도 연기자로써의 열정을 놓지 않았던 배우였기에, 그의 사망 소식을 본 사람들이 매우 안타까워하였다.

## 학력
- 중앙대학교 연극영화학과 중퇴(1960년 3월 21세 입학 ~ 1961년 3월 22세 중퇴)

## 출연작

### 드라마
- 《제1공화국》(MBC, 1981년) 오제도, 이송운 역
- 《이용익》(MBC, 1982년)
- 《전우》(KBS2, 1983년)
- 《진실을 찾아서》(KBS1, 1984년)
- 《오성장군 김홍일》(KBS1, 1985년) 지청천 역
- 《해돋는 언덕》(KBS1, 1985년)
- 《북으로 간 여배우》(MBC, 1986년) 임화 역
- 《풀잎마다 이슬》(MBC, 1986년) 심 목사 역
- 《전원일기》(MBC, 1987년) 박노인 역
- 《무풍지대》(KBS2, 1989년) 이기붕 역
- 《우리들의 조부님》(KBS1, 1990년)
- 《여명의 그날》(KBS1)  (1990년) 송진우 역
- 《산너머 저쪽》(MBC, 1991년)
- 《돛배를 찾아서》(KBS2, 1992년)
- 《제3공화국》(MBC, 1993년) 이종찬 중장, 정구영 역
- 《마천마을 사람들》(KBS1, 1993년)
- 《제4공화국》(MBC, 1995년) 최준문, 정구영 역
- 《임꺽정》(SBS, 1996년) 토정 이지함
- 《삼김시대》(SBS, 1998년)  이기붕 역
- 《희망여관》(KBS1, 1998년)
- 《야인시대》(SBS, 2003년) 이승만 역
- 《TV 문학관 - 향기로운 우물 이야기》(KBS, 2003년)
- 《왕의 여자》(SBS, 2003년) 김희철 역
- 《불새》(MBC, 2004년) 신영섬유 공장장 역(19회 특별출연)
- 《영웅시대》(MBC, 2004년) 이승만 역
- 《641가족》(KBS2, 2005년) 천마산 역
- 《서울 1945》(KBS, 2006년) 이승만 역
- 《쑥부쟁이》(MBC, 2008년) 박창순 역
- 《선덕여왕》(MBC, 2009년) 이사부 역
- 《김수로》(MBC, 2010년) 남해차차웅 역
- 《뿌리깊은 나무》(SBS, 2011년) 혜강 선생 역
- 《직장의 신》(KBS2, 2013년) 옹아집 역
- 《장옥정, 사랑에 살다》(SBS, 2013년) 백은선생 역
- 《고교처세왕》(tvN, 2014년) 최만석 역
- 《전설의 마녀》(MBC, 2014년) 김덕구(보청기) 역
- 《어머님은 내 며느리》(SBS, 2015년) 양문탁 회장 역
- 《수상한 장모》(SBS, 2019년)

### 영화
- 《과부춤》(1984년)
- 《접시꽃 당신》(1988년)
- 《학생부군신위》(1996년)
- 《오! 해피데이》(2003년)
- 《간 큰 가족》(2005년)
- 《열혈남아》(2006년)
- 《한반도》(2006년)
- 《아저씨》(2010년)

### 연극
- 《할아버지의 호주머니》(2000년)
- 《인생은 꿈》(2001년)
- 《한번만 더 사랑할 수 있다면》(2010년)
- 《우리가 알 수 없었던 시간》(2021년)

## 수상
- 2001년 한국예술평론가협의회 최우수 예술인
- 2000년 연극배우협회 올해의 배우상
- 1982년 제7회 한국연극예술상
- 1975년 백상예술대상 남우주연상

## 가족 관계
- 배우자: 이명자
  - 슬하: 1남 3녀 그들 가운데 아들 권기흥, 장녀 권영주, 막내딸 권현주